# Nord-Mangyan-Sprachen
Die Nord-Mangyan-Sprachen bilden einen Zweig der malayo-polynesischen Sprachen innerhalb der austronesischen Sprachen. Die Gruppe von Sprachen wird auf Mindoro gesprochen. Nach Zorc (1986) und Blust (1991) zählen sie zu den philippinischen Sprachen.
Einzelsprachen sind:
- Alangan
- Iraya
- Tadyawan